# 金治谷川
金治谷川（こんちたにがわ）は、徳島県徳島市を流れる吉野川水系の河川。鮎喰川の支流。

## 地理
徳島市入田町の西竜王山に水源があり、一級河川・吉野川の主要河川である鮎喰川上流に注ぐ。
上流の西竜王山には落差25mの建治の滝があり、その近くには建治寺（四国三十六不動尊霊場第12番札所）がある。建治の滝は建治寺の行場となっている。

## 流域の主な施設
- 徳島県道21号神山鮎喰線
- 建治寺